# Yosra Ghrairi
Yosra Ghrairi, née le 3 avril 1995 à Tunis, est une escrimeuse tunisienne.

## Carrière
Yosra Ghrairi est médaillée d'or en sabre par équipes aux championnats d'Afrique 2012 à Casablanca et aux championnats d'Afrique 2014 et 2015 au Caire.
Aux championnats d'Afrique 2017, toujours au Caire, elle est médaillée d'argent en sabre individuel ainsi qu'en sabre par équipes.
Elle remporte une nouvelle médaille d'or en sabre par équipes aux championnats d'Afrique 2018 à Tunis.